# فوتابه، فوکوشیما
فوتابه، فوکوشیما (به لاتین: Futaba, Fukushima) یک منطقهٔ مسکونی در ژاپن است که در استان فوکوشیما واقع شده‌است. فوتابه ۵۱٫۴۰ کیلومترمربع مساحت و ۰ نفر جمعیت دارد.